# Дизайнерська освіта
У Західній Європі навчальні заклади дизайну сягають дев'ятнадцятого століття. Норвезька національна академія ремесел і художньої промисловості була заснована в 1818 році, а потім Урядова школа дизайну Сполученого Королівства (1837) у Швеції (1844). Школа дизайну в Род-Айленді була заснована в Сполучених Штатах у 1877 році. Німецька школа мистецтва та дизайну Bauhaus, заснована в 1919 році, значно вплинула на сучасну дизайнерську освіту
Дизайнерська освіта охоплює викладання теорії, знань і цінностей у дизайні продуктів, послуг і середовища, зосереджуючись на розвитку як окремих, так і загальних навичок дизайну. Традиційно його основною спрямованістю була підготовка студентів до професійної дизайнерської практики на основі проектної роботи та методів навчання студії або ательє .
Існують також більш широкі форми вищої освіти з вивчення дизайну та дизайн-мислення . Дизайн також є частиною загальної освіти, наприклад, у темі навчального плану «Дизайн і технології» . Розвиток дизайну в загальній освіті в 1970-х створив потребу визначити фундаментальні аспекти «дизайнерських» способів пізнання, мислення та дій, що призвело до встановлення дизайну як окремої дисципліни навчання.